# Pressath
Pressath er en by i Landkreis Neustadt an der Waldnaab i Regierungsbezirk Oberpfalz i den tyske delstat Bayern. Den er hjemsted for Verwaltungsgemeinschaft Pressath.

## Geografi
Pressath ligger i Region Oberpfalz-Nord.
I kommunen ligger ud over Pressath, landsbyerne Dießfurt, Hessenreuth og Riggau.